# Teresa Carvallo
María Teresa Carvallo Carrera (Lima, 1895 - Lima. 1988) fue una artista plástica y pintora indigenista peruana que plasmó en sus obras un interés por la vida popular callejera y la vida de los pobres. Fue cofundadora del Instituto de Arte Peruano a pesar de que no hay grandes registros sobre su obra.

## Educación
Teresa Carvallo estudió dibujo y pintura en la primera promoción de la Escuela Nacional de Bellas Artes del Perú (1919 - 1925), donde fue premiada con la Medalla de Oro por sus logros alcanzados.

## Carrera
Desde 1931 trabajó como profesora de su alma mater hasta 1943. En 1945 fundó, junto al maestro José Sabogal el Instituto de Arte Peruano, que cambiaría su nombre al de Instituto José Sabogal en 1957 en honor al cofundador. Dedicó su tiempo a enseñar dibujo a niños y formó parte del grupo de artes plásticas del Instituto de Artes Populares en el Museo Nacional de la Cultura Peruana.
También, dedicó parte de su tiempo a promover el arte a través de festivales en Lima y en el interior del Perú. En el ámbito educativo impartió cursos de cerámica y distintas conferencias a nivel nacional e internacional.

## Obra
Teresa Carvallo expresa en sus cuadros un profundo sentimiento místico. En ellos describe la vida en los barrios familiares de Lima en la época, pero su arte no ha sido considerado social porque en él no hay protesta sino una cuestión estética. Sus representaciones construyen figuras sobrias y hieráticas.  
Adscrita al movimiento indigenista, su pintura refleja nervio en lo formal y una gran variedad cromática que no deja de lado ni la silueta ni el volumen y además ofrece emotividad, color y frescura con cuadros destacados como El organito, El olivar, La algodonera y La naranjera.

## Premios y distinciones
Durante su trayectoria obtuvo diferentes premios y distinciones producto de su labor creadora y su trabajo al difundir el arte, entre las que se puede mencionar: 